# Замок Данлюс
Замок Данлюc (ирл. Dún Lios, досл. «сильная крепость») — руины средневекового замка в Северной Ирландии, в графстве Антрим, в пяти километрах от ирландского городка Портраш.
Замок был построен на тридцатиметровом скальном основании чёрного базальта, выдающемся в море, и соединялся мостом с материком и окружен чрезвычайно крутыми скалами со всех сторон. В настоящее время замок находится под защитой Агентства по охране окружающей среды Северной Ирландии и является историческим памятником архитектуры.

## История
В XIII веке замок построил Ричард де Бург, 2-й граф Ольстера. Большая часть строений замка в том виде, в каком они сохранились до наших дней, датируется XVI—XVII вв. Хозяевами замка историки считают шотландский род Мак Доналсов, которые владели островами близкими к Шотландии. Но считается, что по крайней мере две круглые башни относятся к более раннему времени Мак-Куилланов, которые, начиная с XIV века, владели областью Рут в Северном Антриме, между реками Банн и Буш.
Замок Данлюс служил местом для проживания клана Макдоннелсов до 1690 года, когда род разорился, а замок был разобран для строительства других сооружений.

## Участие в массовой культуре
В 1973 году фотография замка оказалась на внутренней обложке диска группы Led Zeppelin альбома Houses of the Holy
Киану Ривз упоминает замок в научно-фантастической комедии «Невероятные приключения Билла и Теда» 1989 года, когда путешествует в машине времени, чтоб встретить Сократа.
Замок также появился в фильме Джеки Чана «Медальон» 2003 года.
В 2005 году канадская группа The Irish Rovers выпустила песню Dunluce Castle.